# Anatomie générale
L'anatomie générale est l'étude de l'anatomie au niveau visible ou macroscopique,. Le pendant de l'anatomie macroscopique est le domaine de l'histologie, qui étudie l'anatomie microscopique,. L'anatomie générale du corps humain ou d'autres animaux cherche à comprendre la relation entre les composants d'un organisme afin d'acquérir une meilleure appréciation des rôles de ces composants et de leurs relations dans le maintien des fonctions de la vie. L'étude de l'anatomie macroscopique peut être réalisée sur des organismes décédés par dissection ou sur des organismes vivants par imagerie médicale. L'éducation à l'anatomie générale de l'être humain fait partie de la formation de la plupart des professionnels de la santé .

## Techniques d'étude
L'anatomie générale est étudiée à l'aide de méthodes invasives et non invasives dans le but d'obtenir des informations sur la structure macroscopique et l'organisation des organes et des systèmes d'organes. Parmi les méthodes d'étude les plus courantes figure la dissection, dans laquelle le cadavre d'un animal ou d'un cadavre humain est ouvert chirurgicalement et ses organes étudiés. L'endoscopie, dans laquelle un instrument équipé d'une caméra vidéo est inséré à travers une petite incision dans le sujet, peut être utilisée pour explorer les organes internes et d'autres structures d'animaux vivants. L'anatomie du système circulatoire chez un animal vivant peut être étudiée de manière non invasive par angiographie, une technique dans laquelle les vaisseaux sanguins sont visualisés après y avoir injectés un colorant opaque. D'autres moyens d'étude comprennent les techniques radiologiques d'imagerie, telles que les rayons X et l'IRM.

## Dans la formation médicale et professionnelle de la santé
La plupart des écoles des professions de la santé, telles que les écoles de médecine, d'assistant médical et dentaire, exigent que les étudiants suivent un cours pratique (dissection) d'anatomie générale humaine. Ces cours visent à former les étudiants à l'anatomie humaine de base et cherchent à établir des repères anatomiques qui pourront ensuite être utilisés pour faciliter le diagnostic médical. De nombreuses écoles fournissent aux élèves des cadavres pour l'investigation par dissection, aidés par des manuels de dissection, ainsi que des atlas cadavériques (par exemple Netter, Rohen).
Il a été démontré que le travail intime avec un cadavre pendant un cours d'anatomie générale capture l'essence de la relation patient-soignant. Cependant, les dépenses d'entretien des installations de dissection cadavérique ont limité le temps et les ressources disponibles pour l'enseignement de l'anatomie générale dans de nombreuses facultés de médecine, certaines adoptant un enseignement alternatif basé sur la prosection ou simulé. Ceci, associé à la diminution du temps consacré aux cours d'anatomie générale dans le cadre du programme croissant des facultés de médecine, a provoqué une controverse autour de la suffisance de l'enseignement anatomique, près de la moitié des médecins nouvellement qualifiés estimant avoir reçu un enseignement d'anatomie insuffisant.
Les facultés de médecine ont mis en place des cours sur écran et des tutoriels d'anatomie pour enseigner aux étudiants les procédures chirurgicales. L'utilisation d'aides visuelles technologiques et la dissection générale sont plus efficaces ensemble que l'une ou l'autre approche seule. Récemment, des flashcards et des quiz en ligne ont également été utilisés.